# Used and Abused: In Live We Trust
Used and Abused: In Live We Trust je DVD izdanje švedskog melodic death metal benda In Flames pušteno u prodaju 2005.

## DVD 1

### Live - "Sticky Fingers" – 7. rujna 2004. (90 minuta)
1. "F(r)iend"
2. "The Quiet Place"
3. "Dead Alone"
4. "Touch Of Red"
5. "Like You Better Dead"
6. "My Sweet Shadow"
7. "Evil In A Closet"
8. "In Search For I"
9. "Borders And Shading"
10. "Superhero Of The Computer Rage"
11. "Dial 595 – Escape"
12. "Bottled"
13. "Behind Space"
14. "Artifacts Of The Black Rain"
15. "Moonshield"
16. "Food For The Gods"
17. "Jotun"
18. "Embody The Invisible"
19. "Colony"
20. "Pinball Map"
21. "Only For The Weak"
22. "Trigger"
23. "Cloud Connected"

### Live - Hammersmith, London – 27. prosinca 2004. (40 minuta)
1. "Pinball Map"
2. "System"
3. "Cloud Connected"
4. "In Search For I"
5. "Fucking Hostile" (obrada pjesme Pantere)
6. "Behind Space"
7. "The Quiet Place"
8. "Trigger"
9. "Touch of Red"
10. "My Sweet Shadow"

### Soundtrackturneja 2004. - live
1. "Only For The Weak"
2. "Clayman"

### Skrivena bonus snimka
1. "Episode 666" (live na "Sticky Fingers"): Ova snimka se može vidjeti ako se dok traje "Clayman" s "Soundtrack turneje 2004." preskoči na sljedeći poglavlje (eng. chapter).

## DVD 2

### Live u Madridu
1. "System"

### Live u Australiji/Japanu
1. "Dial 595 - Escape"

### Soundcheck u Londonu
1. "Dial 595 - Escape"
2. "Touch of Red"

### Promotivne snimke
1. "F(r)iend"
2. "My Sweet Shadow"
3. "Touch of Red"
4. "The Quiet Place"

### Jester TV (50 minuta)
- o In Flames
- intervjui s članovima benda
- o nastupu Metallice u Madridu
- snimanje spota za "The Quiet Place"
- snimanje spota za "Touch of Red"
- ostali spotovi: "F(r)iend", "Evil In A Closet"
- o početku "Soundtrack" turneje 2004.
- ljetni festival
- "Like You Better Dead" na "Metaltown"
- o turneji u Japanu
- o turneji u Australiji
- L.A. – Roxy
- o Hammersmith koncertu
- o Judas Priest Turneji
- 666 - Scandinavium
- backstage
- o "Sticky Fingers" koncertu

### Skrivena bonus snimka
1. "Borders And Shading": Ova snimka se može vidjeti ako se dok se gleda "Dial 595 - Escape" s "Videos: Live in Australia/Japan" prskoči na sljedeće poglavlje (eng. chapter).

### Neiskorištene snimke
Na Hammersmith koncertu In Flames su izveli i "Clayman," "Only For The Weak," i "Episode 666" kojih nema na DVD-u.